# Bahnstrecke Rochlitz–Penig
| |                         |                                 |                               |
| Streckennummer: | 6632 / 6432; sä. RP     |                                 |                               |
| Kursbuchstrecke (DB): | 529 (2008)              |                                 |                               |
| Kursbuchstrecke: | 145h (1934) 170c (1946) |                                 |                               |
| Streckenlänge: | 20,999 km               |                                 |                               |
| Spurweite: | 1435 mm (Normalspur)    |                                 |                               |
| Maximale Neigung: | 20 ‰                    |                                 |                               |
| Minimaler Radius: | 300 m                   |                                 |                               |
| |                         |                                 |                               |
| \| \| \| von Waldheim \| \| \| \| \| von Wurzen \| \| \| \| 0,00 \| Rochlitz (Sachs) \| 162 m \| \| \| \| nach Glauchau (Sachs) \| \| \| \| 3,43 \| Köttwitzsch (ehem. Bf) \| 195 m \| \| \| 4,06 \| EÜ Hauptstraße (18 m) \| EÜ Hauptstraße (18 m) \| \| \| 7,22 \| Breitenborn (ehem. Bf) \| 265 m \| \| \| \| von Neukieritzsch \| \| \| \| 9,55 \| Narsdorf (Inselbahnhof) \| 269 m \| \| \| \| Abzw Narsdorf Bogendreieck \| 270 m \| \| \| \| nach Chemnitz Hbf \| \| \| \| 11,83 \| Obergräfenhain \| 267 m \| \| \| 12,3 \| Viadukt Obergräfenhain (82 m) \| Viadukt Obergräfenhain (82 m) \| \| \| 14,13 \| Langenleuba-Oberhain (ehem. Bf) \| 271 m \| \| \| \| nach Altenburg \| \| \| \| 19,72 \| Brücke Dittmannsdorf (64 m) \| Brücke Dittmannsdorf (64 m) \| \| \| 20,51 \| Brücke Penig (57 m) \| Brücke Penig (57 m) \| \| \| \| von Wurzen \| \| \| \| 21,00 \| Penig \| 219 m \| \| \| \| nach Glauchau (Sachs) \| \| |                         |                                 |                               |
| Strecke (außer Betrieb) |                         | von Waldheim                    | von Waldheim                  |
| Abzweig geradeaus und von rechts (Strecke außer Betrieb) |                         | von Wurzen                      | von Wurzen                    |
| Bahnhof (Strecke außer Betrieb) | 0,00                    | Rochlitz (Sachs)                | 162 m                         |
| Abzweig geradeaus und nach links (Strecke außer Betrieb) |                         | nach Glauchau (Sachs)           | nach Glauchau (Sachs)         |
| Haltepunkt / Haltestelle (Strecke außer Betrieb) | 3,43                    | Köttwitzsch (ehem. Bf)          | 195 m                         |
| Brücke (Strecke außer Betrieb) | 4,06                    | EÜ Hauptstraße (18 m)           | EÜ Hauptstraße (18 m)         |
| Haltepunkt / Haltestelle (Strecke außer Betrieb) | 7,22                    | Breitenborn (ehem. Bf)          | 265 m                         |
| Abzweig ehemals geradeaus und von rechts |                         | von Neukieritzsch               | von Neukieritzsch             |
| Bahnhof | 9,55                    | Narsdorf (Inselbahnhof)         | 269 m                         |
| ehemalige Blockstelle |                         | Abzw Narsdorf Bogendreieck      | 270 m                         |
| Abzweig ehemals geradeaus, nach links und ehemals von links |                         | nach Chemnitz Hbf               | nach Chemnitz Hbf             |
| Haltepunkt / Haltestelle (Strecke außer Betrieb) | 11,83                   | Obergräfenhain                  | 267 m                         |
| Brücke (Strecke außer Betrieb) | 12,3                    | Viadukt Obergräfenhain (82 m)   | Viadukt Obergräfenhain (82 m) |
| Haltepunkt / Haltestelle (Strecke außer Betrieb) | 14,13                   | Langenleuba-Oberhain (ehem. Bf) | 271 m                         |
| Abzweig geradeaus und nach rechts (Strecke außer Betrieb) |                         | nach Altenburg                  | nach Altenburg                |
| Brücke (Strecke außer Betrieb) | 19,72                   | Brücke Dittmannsdorf (64 m)     | Brücke Dittmannsdorf (64 m)   |
| Brücke (Strecke außer Betrieb) | 20,51                   | Brücke Penig (57 m)             | Brücke Penig (57 m)           |
| Abzweig geradeaus und von links (Strecke außer Betrieb) |                         | von Wurzen                      | von Wurzen                    |
| Bahnhof (Strecke außer Betrieb) | 21,00                   | Penig                           | 219 m                         |
| Strecke (außer Betrieb) |                         | nach Glauchau (Sachs)           | nach Glauchau (Sachs)         |

Die Bahnstrecke Rochlitz–Penig war eine Nebenbahn in Sachsen. Sie verlief von Rochlitz über Narsdorf nach Penig und war einst als kurze Verbindungsbahn zwischen den Strecken Neukieritzsch–Chemnitz und Glauchau–Wurzen konzipiert worden.

## Geschichte
Eröffnet wurde die Strecke am 8. April 1872 gemeinsam mit der Strecke Neukieritzsch–Chemnitz. Sie sollte die Verbindung von der hochgelegenen Strecke zu den Orten und der Industrie im bis dahin eisenbahnlosen Muldental herstellen. Die Muldentalbahn wurde erst vier Jahre später am 29. Mai 1876 in Betrieb genommen.
Ab 19. August 1947 fand nur noch auf dem Abschnitt zwischen Narsdorf und Penig Zugverkehr statt, das Teilstück zwischen Rochlitz und Narsdorf musste auf Grund von Reparationsforderungen seitens der Sowjetunion abgebaut werden. Bis 1965 wurde die Strecke wieder aufgebaut und zunächst ausschließlich für Güterzüge und Lokleerfahrten genutzt, bevor im Sommer 1969 der Personenverkehr wieder aufgenommen wurde. Zu Beginn verkehrten lediglich zwei Zugpaare an Wochenenden, die bis Altenburg und Waldheim durchgebunden waren. Der Winterfahrplan 1980/81 verzeichnete vier Zugpaare zwischen Rochlitz und Narsdorf, zunächst noch ohne Zwischenhalt, bis 1990 der Haltepunkt Köttwitzsch wiedereröffnet wurde.
Nach der politischen Wende im Osten Deutschlands 1989 verlor die Strecke recht rasch ihre Bedeutung im Personen- und Güterverkehr. Der Reiseverkehr zwischen Narsdorf und Penig wurde wegen Personalmangels und der resultierenden Umwandlung des Bahnhofs Langenleuba-Oberhain in einen unbesetzten Haltepunkt bereits am 26. Mai 1990 eingestellt. Die restliche Strecke wurde in den 1990er Jahren noch von den Regionalbahnen Chemnitz–Narsdorf–Rochlitz im Zweistundentakt bedient. Erst zum 28. Mai 2000 wurde diese Verkehrsleistung durch den nunmehr zuständigen Verkehrsverbund Mittelsachsen zugunsten neu eingerichteter Buslinien abbestellt. Gleichzeitig wurde auch der Güterverkehr zwischen Langenleuba-Oberhain und Penig eingestellt.
Am 15. August 1998 (Abzw Narsdorf Bogendreieck–Langenleuba-Oberhain, gleichzeitig Einstellung des Güterverkehrs) und 1. Januar 2002 (Rochlitz–Narsdorf) wurde die Strecke stillgelegt. Von Narsdorf bis zu den Sandwerken Biesern wurde die Strecke abgebaut und teilweise durch die Neubautrasse der Bundesautobahn 72 (Teilstück Penig–Rathendorf) überbaut.

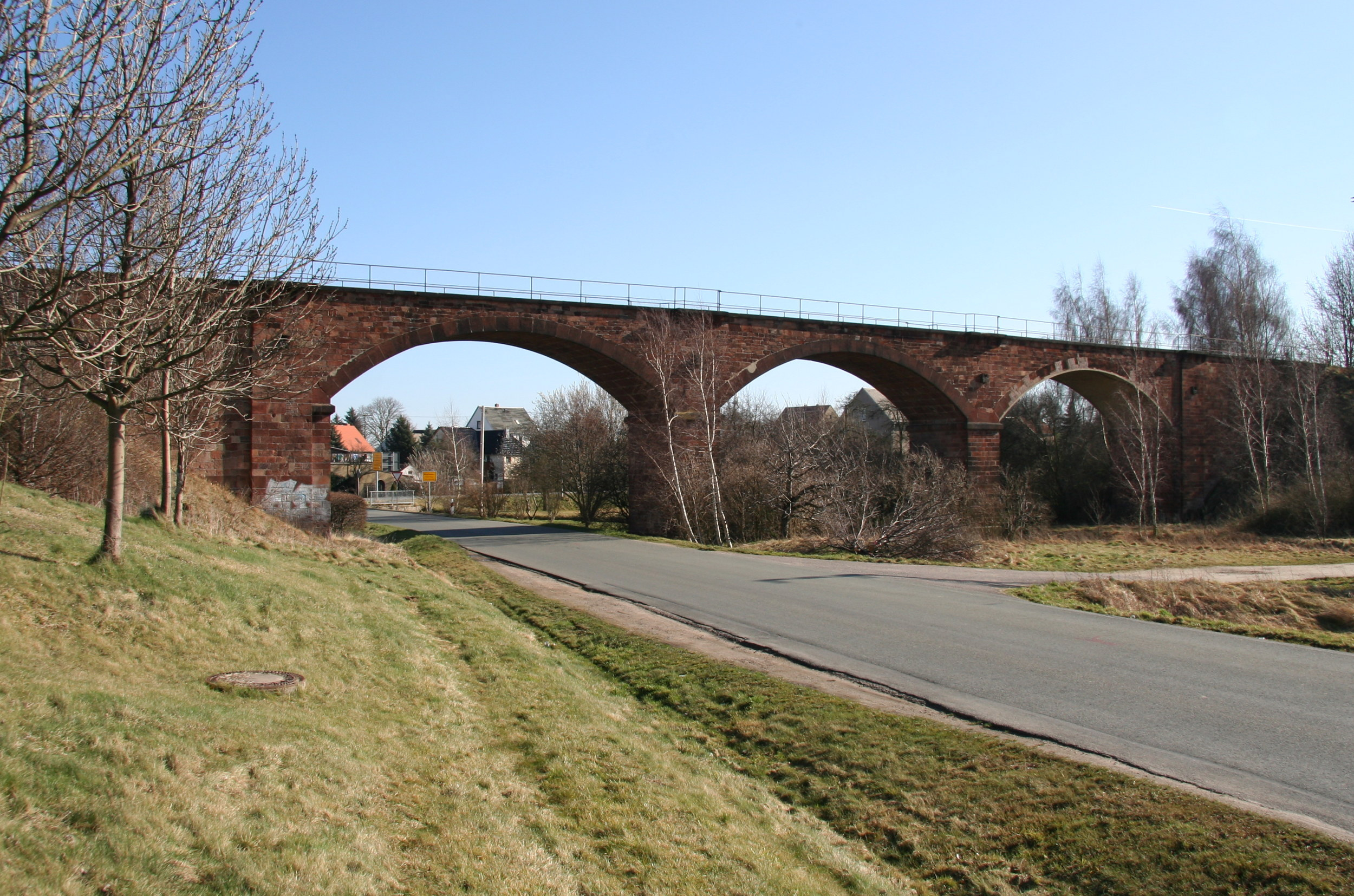
Viadukt Obergräfenhain

Im Jahr 2005 pachtete die Deutsche Regionaleisenbahn (DRE) die Strecke im stillgelegten Zustand. Ziel war zunächst die Wiederaufnahme des Verkehrs zwischen Rochlitz und Narsdorf. Am 10. April 2008 genehmigte der Freistaat Sachsen den Betrieb einer öffentlichen Eisenbahninfrastruktur für 20 Jahre.
Da das Ziel der Streckenreaktivierung in den folgenden Jahren nicht erreicht wurde und aufgrund von anstehenden Investitionskosten in Höhe von einer Million Euro sowie fehlenden Einnahmen schrieb die DRE als Streckenpächterin im August 2017 die Strecke zur Übernahme durch Dritte aus. Wenn sich bis zum 20. Dezember 2017 kein neuer Betreiber meldet, dann kann die Strecke stillgelegt werden.
Eigentümer der Strecke ist seit 2017 die IG Muldental BahnTourismus e. V., welche die Strecke von Rochlitz aus freischneidet. Sie bietet unter dem Namen „Frelsbachtalbahn“ Draisinenfahrten zwischen Rochlitz und Narsdorf mit den Zwischenhalten Köttwitzsch und Breitenborn an.

## Ausblick
Medienberichten vom Frühjahr 2018 zufolge möchte die Stadt Rochlitz eine Machbarkeitsstudie in Auftrag geben, wie die Strecke wieder in Betrieb genommen und eine Verbindung nach Leipzig geschaffen werden könnte. Dies fordern der Rochlitzer Oberbürgermeister Frank Dehne (parteilos) und der mittelsächsische Landtagsabgeordnete Wolfram Günther (Bündnis 90/Die Grünen). Die Bahnstrecke soll den Tourismus und die Region als Wohnstandort stärken.
Der Verkehrsverbund Mittelsachsen beschloss in der Verbandsversammlung am 26. Juni 2020, die Wiederinbetriebnahme zu unterstützen und Verkehrsleistungen bestellen zu wollen.

## Streckenbeschreibung

### Verlauf

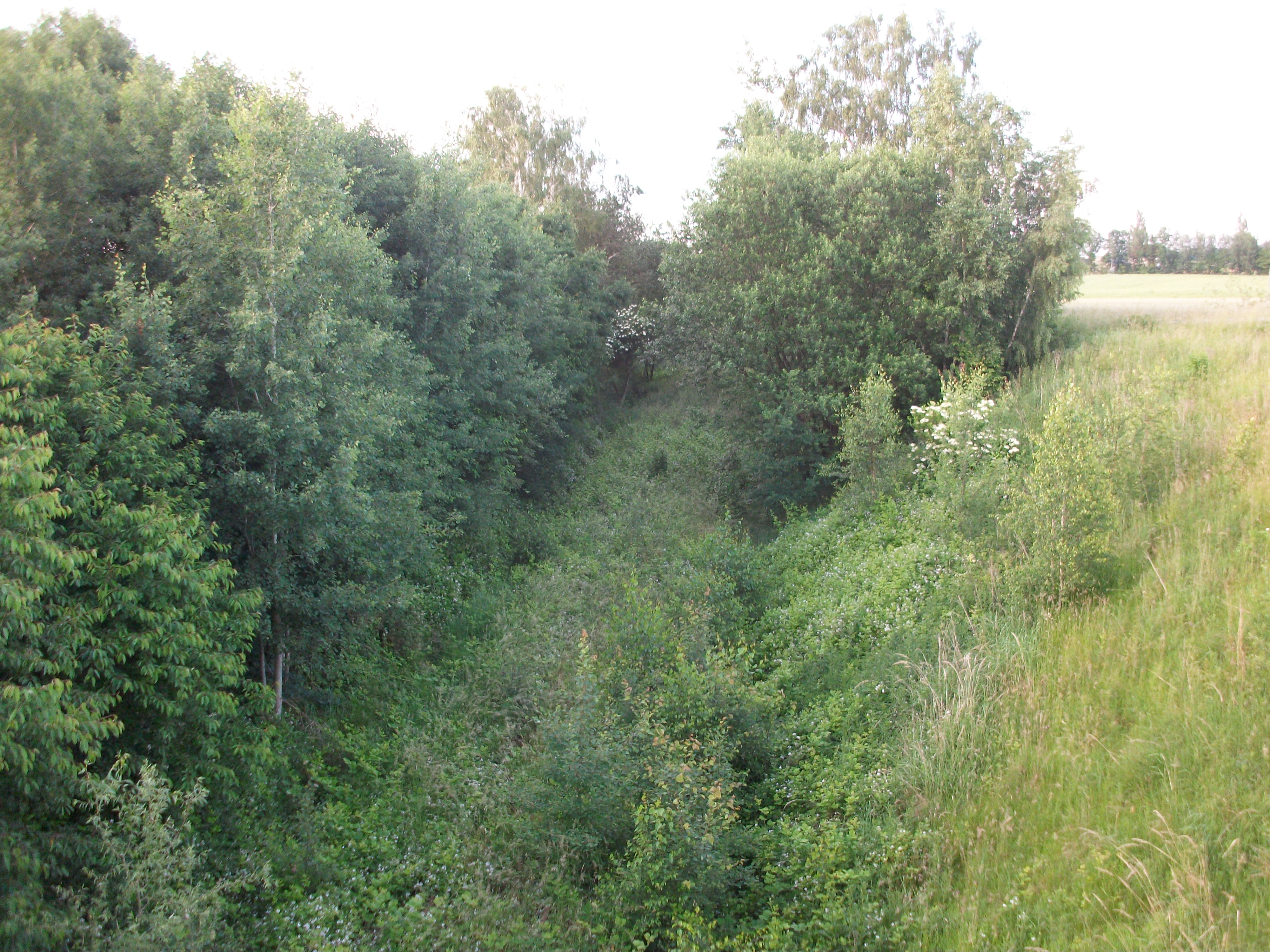
Bahnstrecke Rochlitz–Penig bei Breitenborn (2016)

Die Bahnstrecke begann im Bahnhof Rochlitz (Sachs) im Tal der Zwickauer Mulde. Sie verließ den Bahnhof nach Westen. Nach wenigen Metern trennte sich die Bahnstrecke von der Bahnstrecke Glauchau–Wurzen und folgte dem Frelsbach auf die Hochebene westlich der Zwickauer Mulde. Dabei wurden die Haltestellen Köttwitzsch und Breitenborn passiert. Ab letzterer verlief die Bahnstrecke parallel zur Bundesstraße 175. Im Bahnhof Narsdorf wurde die Bahnstrecke Neukieritzsch–Chemnitz gekreuzt. Nun verlief die Bahnstrecke weiterhin parallel zur Bundesstraße 175 auf der Hochebene. Dabei wurde der Haltepunkt Obergräfenhain und der Viadukt Obergräfenhain passiert. Kurz vor dem Bahnhof Langenleuba-Oberhain quert heute die Bundesautobahn 72, die jedoch erst nach der Stilllegung der Strecke eingeweiht wurde. Im Bahnhof Langenleuba-Oberhain zweigte die Bahnstrecke Altenburg–Langenleuba-Oberhain ab. Anschließend verließ die Bahnstrecke die Hochebene und führte in mehreren Bögen wieder in das Tal der Zwickauer Mulde, wo sie im Bahnhof Penig erneut auf die Bahnstrecke Glauchau–Wurzen traf.

### Betriebsstellen
Rochlitz (Sachs) ⊙

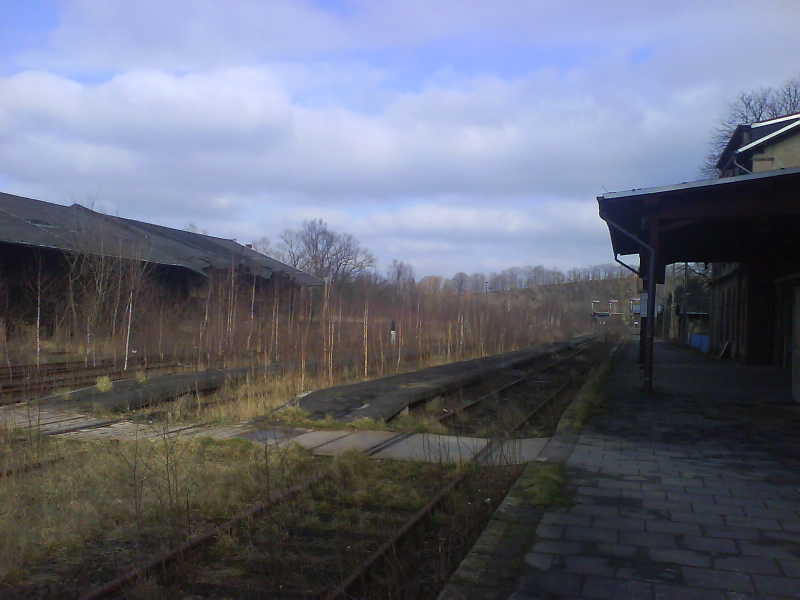
Bahnhof Rochlitz (2007)

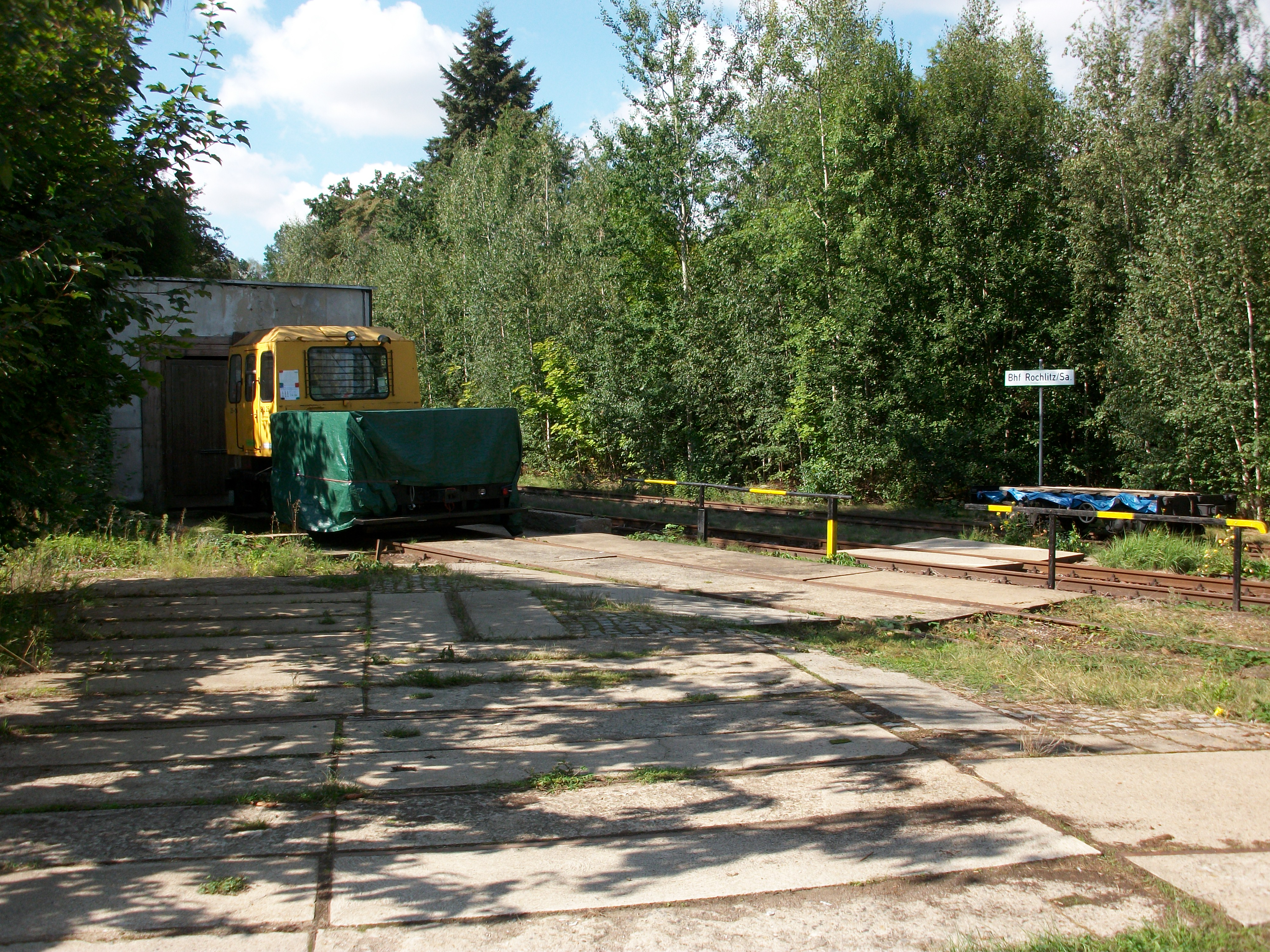
Bahnhof Rochlitz (Sachs), Bahnhofseinfahrt aus Richtung Narsdorf mit Schienenfahrzeug und Stationsschild der Frelsbachtalbahn (2020)

Eröffnet wurde der Bahnhof Rochlitz am 8. April 1872 zusammen mit der Bahnstrecke Rochlitz–Narsdorf–Penig. Durch die Eröffnung der Muldentalbahn (Bahnstrecke Glauchau–Wurzen) in den Abschnitten Rochlitz–Großbothen am 9. Dezember 1875 und Penig–Rochlitz am 29. Mai 1876 wurde Rochlitz zum Eisenbahnknoten, so entstanden hier Lokbehandlungsanlagen aus denen sich später das Bahnbetriebswerk Rochlitz entwickelte. Neben den Zügen der 1893 eröffneten Bahnstrecke aus Waldheim endeten auch Züge der 1902 eröffneten Bahnstrecke Wechselburg–Küchwald („Chemnitztalbahn“) in Rochlitz.
In den folgenden Jahrzehnten wurden alle Bahnstrecken rege genutzt, neben dem Sandabbau im Muldental hatte auch die Papier- und Textilindustrie großen Anteil am Güterverkehr, im Personenverkehr war vor allem der Berufsverkehr von Bedeutung. Bis etwa 1900 wurde die Station mehrfach erweitert, danach blieb sie im Wesentlichen bis 1990 unverändert. Erst mit den wirtschaftlichen Auswirkungen der Wende 1989/90 brach das Transportaufkommen zusammen. Der Bahnknoten Rochlitz verlor mit folgenden Streckenstilllegungen zunehmend an Bedeutung:
- 24. Mai 1998: bis Rochlitz durchgebundene Chemnitztalbahn von Wechselburg nach Chemnitz
- 15. August 1998: Bahnstrecke Waldheim–Rochlitz
- 9. Dezember 1999: Abschnitt Rochlitz–Colditz der Muldentalbahn
- 28. Mai 2000: Abschnitt Rochlitz–Narsdorf der Bahnstrecke Rochlitz–Penig
- 9. Juni 2001: Abschnitt Wechselburg–Rochlitz der Muldentalbahn

Seit dem 9. Juni 2001 ist der einstige Bahnhof Rochlitz somit ohne Schienenverkehr. Nachdem die IG Muldental BahnTourismus e. V. im Jahr 2017 den Abschnitt Rochlitz–Narsdorf übernommen und freigeschnitten hat, bietet sie auf dem Abschnitt Draisinenfahrten unter dem Namen „Frelsbachtalbahn“ an. Am Bahnhof Rochlitz (Sachs) wurde dazu ein Stationsschild an der Ausfahrt Richtung Narsdorf aufgestellt.
Köttwitzsch ⊙
Die Haltestelle Köttwitzsch wurde am 8. April 1872 mit der Bahnstrecke Rochlitz–Narsdorf–Penig eröffnet. 1905 erfolgte die Hochstufung zum Bahnhof und 1933 die Widmung zur Haltestelle. Mit der 1947 erfolgten Demontage des Abschnitts Rochlitz–Narsdorf wurde auch die Haltestelle Köttwitzsch, die sich im Süden des Orts befand, stillgelegt. Nachdem der Abschnitt Rochlitz–Narsdorf im Jahr 1965 reaktiviert und 1969 der Personenverkehr wieder aufgenommen wurde, verkehrten die Züge ohne Halt in Köttwitzsch. Erst 1990 wurde der Haltepunkt wieder eröffnet. Mit der zweiten Stilllegung des Abschnitts Rochlitz–Narsdorf ist der Haltepunkt Köttwitzsch am 28. Mai 2000 außer Betrieb gegangen. Nachdem die IG Muldental BahnTourismus e. V. im Jahr 2017 den Abschnitt Rochlitz–Narsdorf übernommen und freigeschnitten hat, bietet sie auf dem Abschnitt Draisinenfahrten unter dem Namen „Frelsbachtalbahn“ an. Der Haltepunkt Köttwitzsch wurde dazu mit einem Stationsschild versehen.

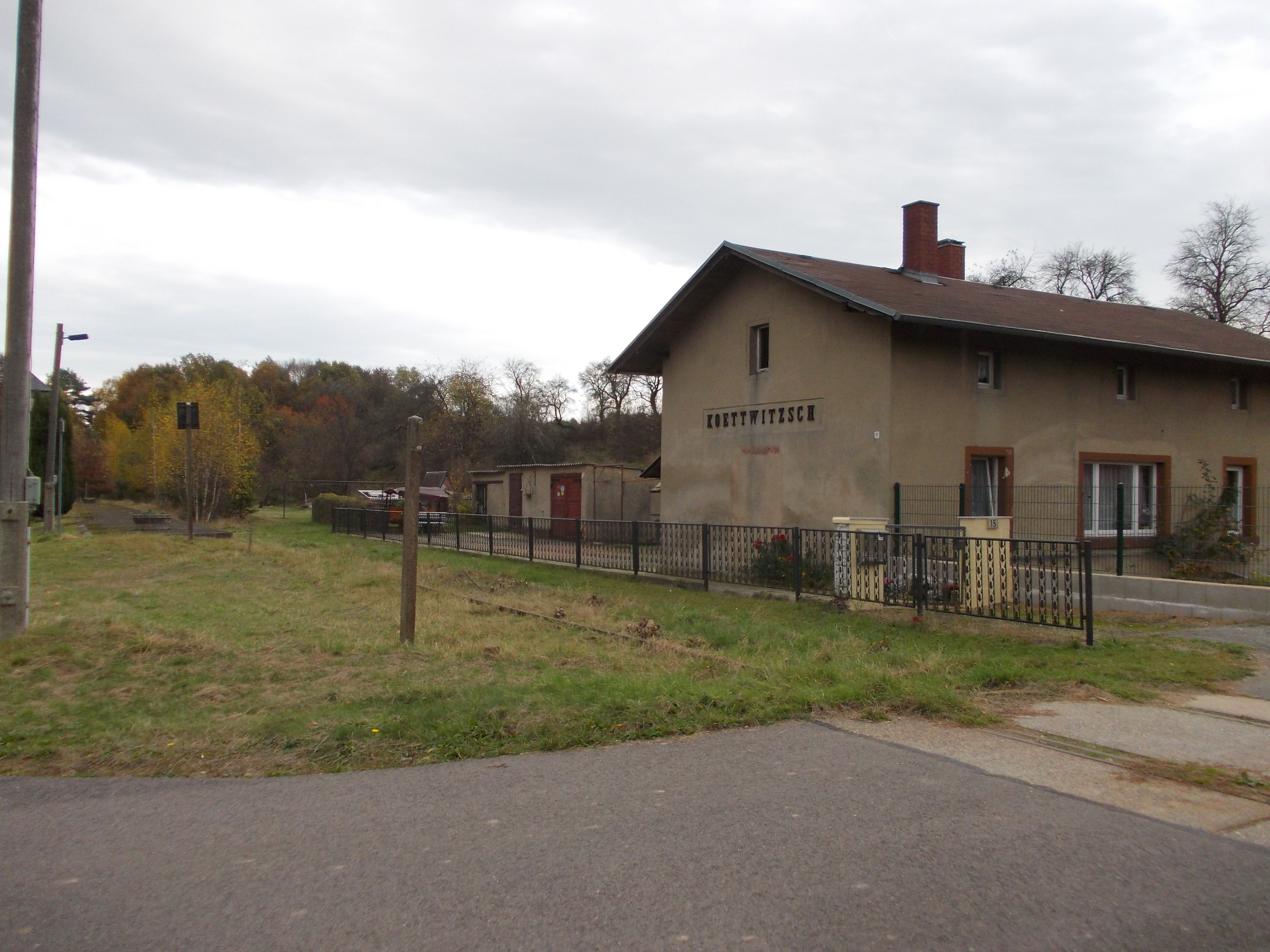
Haltepunkt Köttwitzsch, Wohnhaus
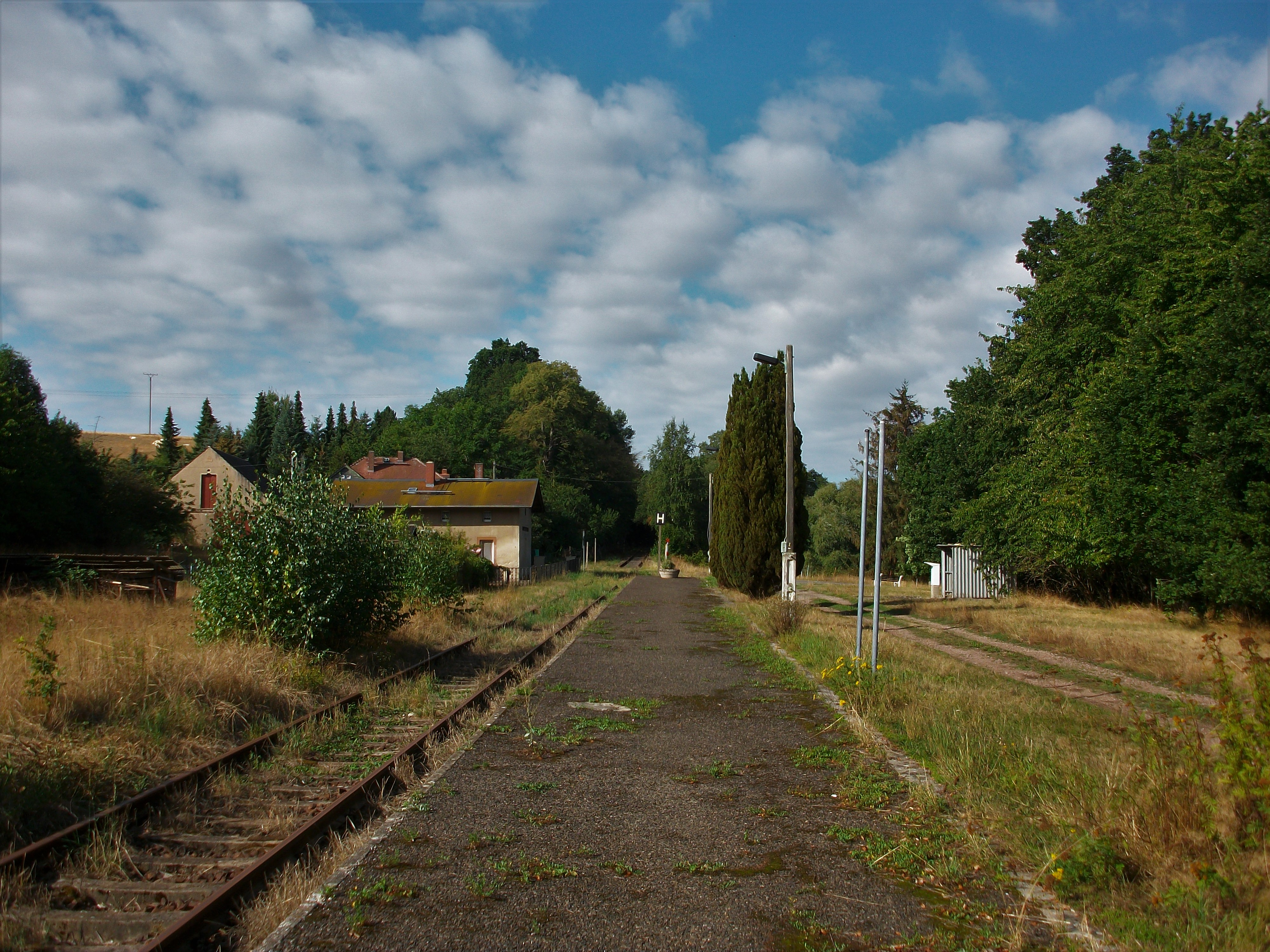
Haltepunkt Köttwitzsch (2020)
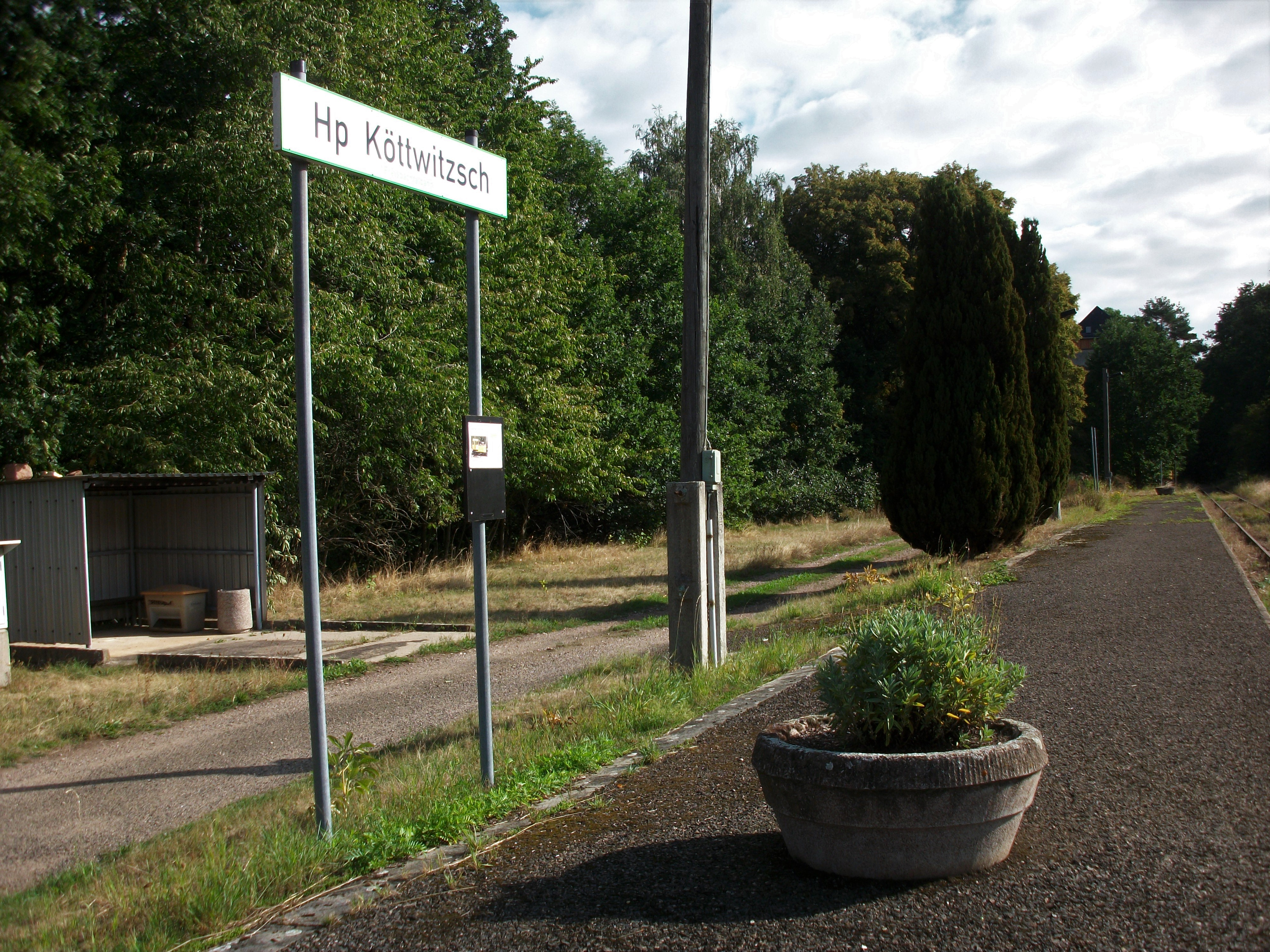
Haltepunkt Köttwitzsch, Stationsschild der Frelsbachtalbahn (2020)

Breitenborn ⊙
Die Haltestelle Breitenborn wurde am 8. April 1872 mit der Bahnstrecke Rochlitz–Narsdorf–Penig eröffnet. 1905 erfolgte die Hochstufung zum Bahnhof und 1933 die Widmung zur Haltestelle. Mit der 1947 erfolgten Demontage des Abschnitts Rochlitz–Narsdorf wurde auch die Haltestelle Breitenborn, die sich abgelegen des Orts im Südosten befand, stillgelegt. Nach der Wiederinbetriebnahme des Streckenabschnitts im Jahr 1965 erfolgte die Wiederaufnahme des Halts nicht mehr. Am Standort bei Kilometer 7,22 ist noch ein Wohnhaus erhalten. Nachdem die IG Muldental BahnTourismus e. V. im Jahr 2017 den Abschnitt Rochlitz–Narsdorf übernommen und freigeschnitten hat, bietet sie auf dem Abschnitt Draisinenfahrten unter dem Namen „Frelsbachtalbahn“ an. Der Haltepunkt Breitenborn wurde dazu bei Kilometer 6,8 am Weg von Breitenborn zum Rochlitzer Berg neu errichtet und mit Stationsschild und Wanderhütte versehen.

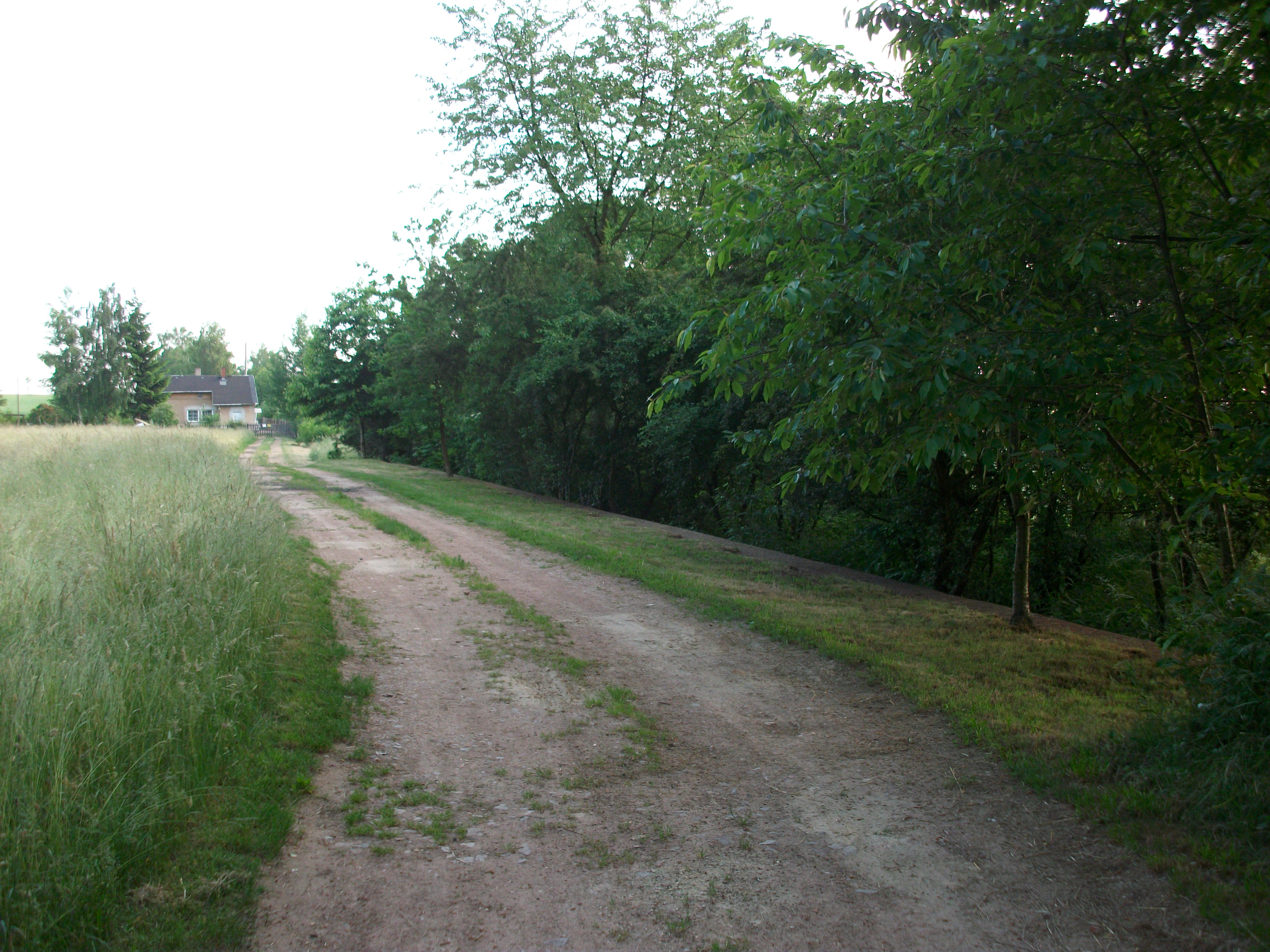
Ehemaliger Haltepunkt Breitenborn am km 7,22, Bahnsteig (2016)
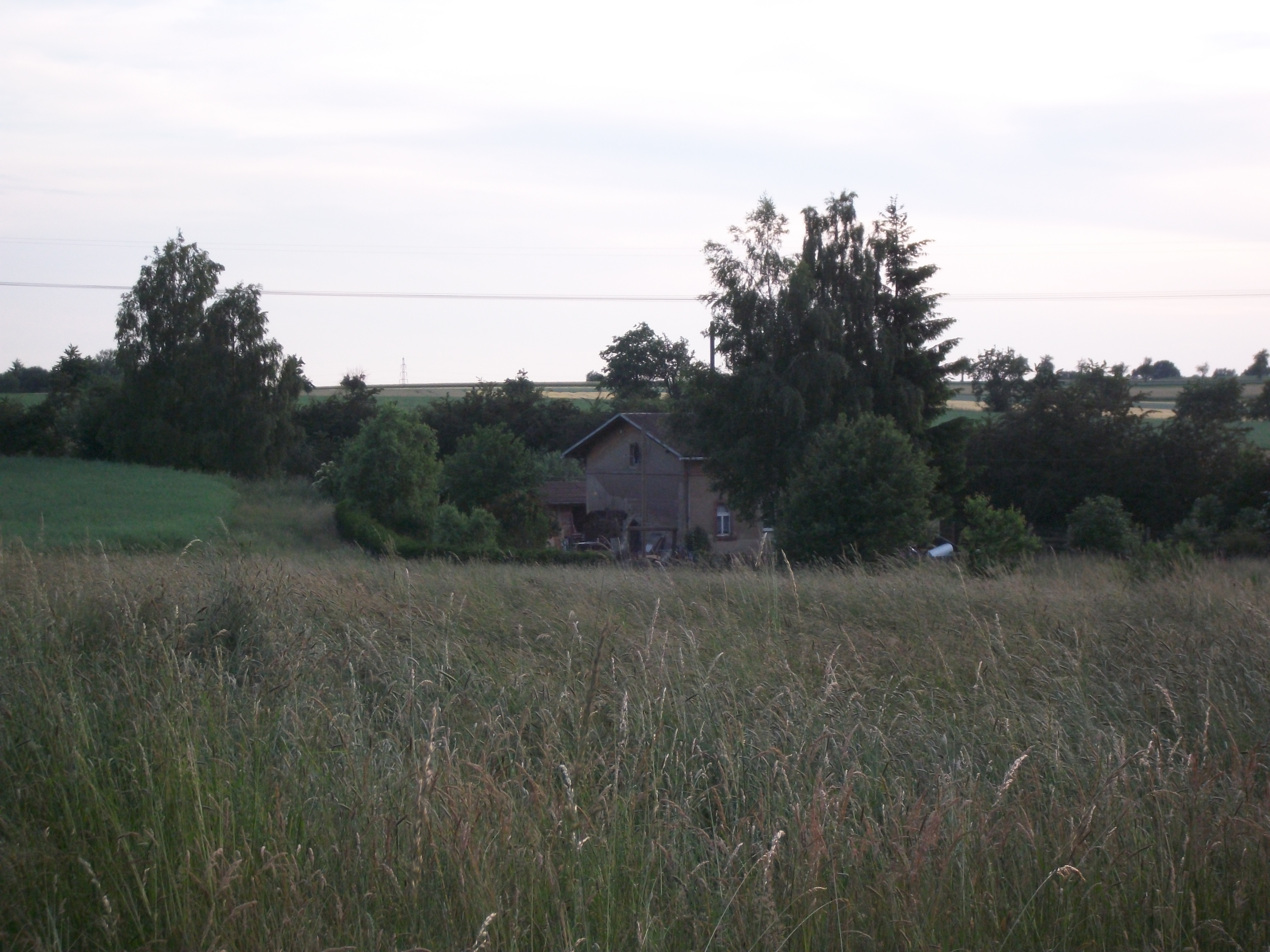
Ehemaliger Haltepunkt Breitenborn am km 7,22, Wohnhaus (2016)
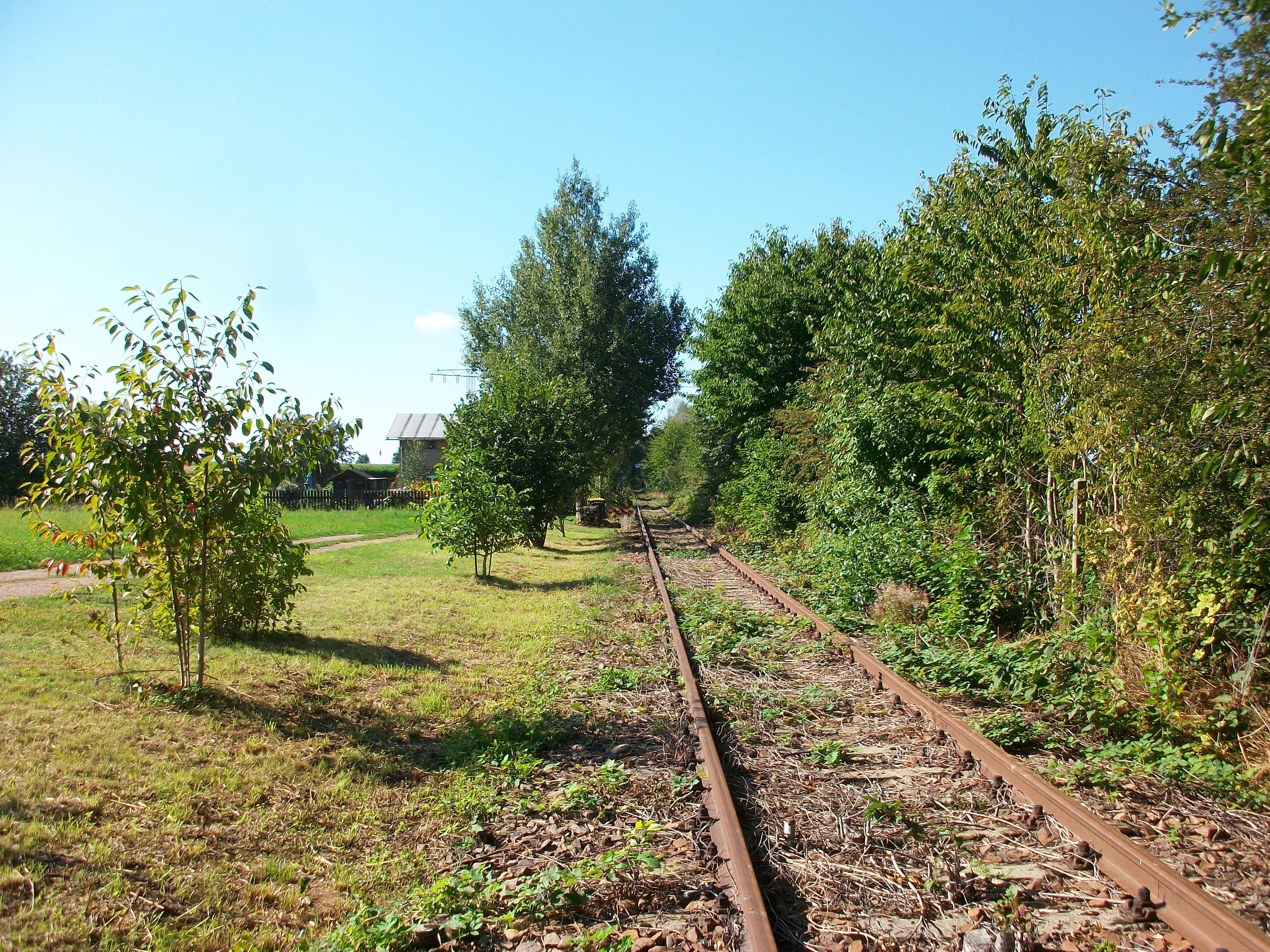
Ehemaliger Haltepunkt Breitenborn km 7,22 nach Freischnitt der Trasse (2020)
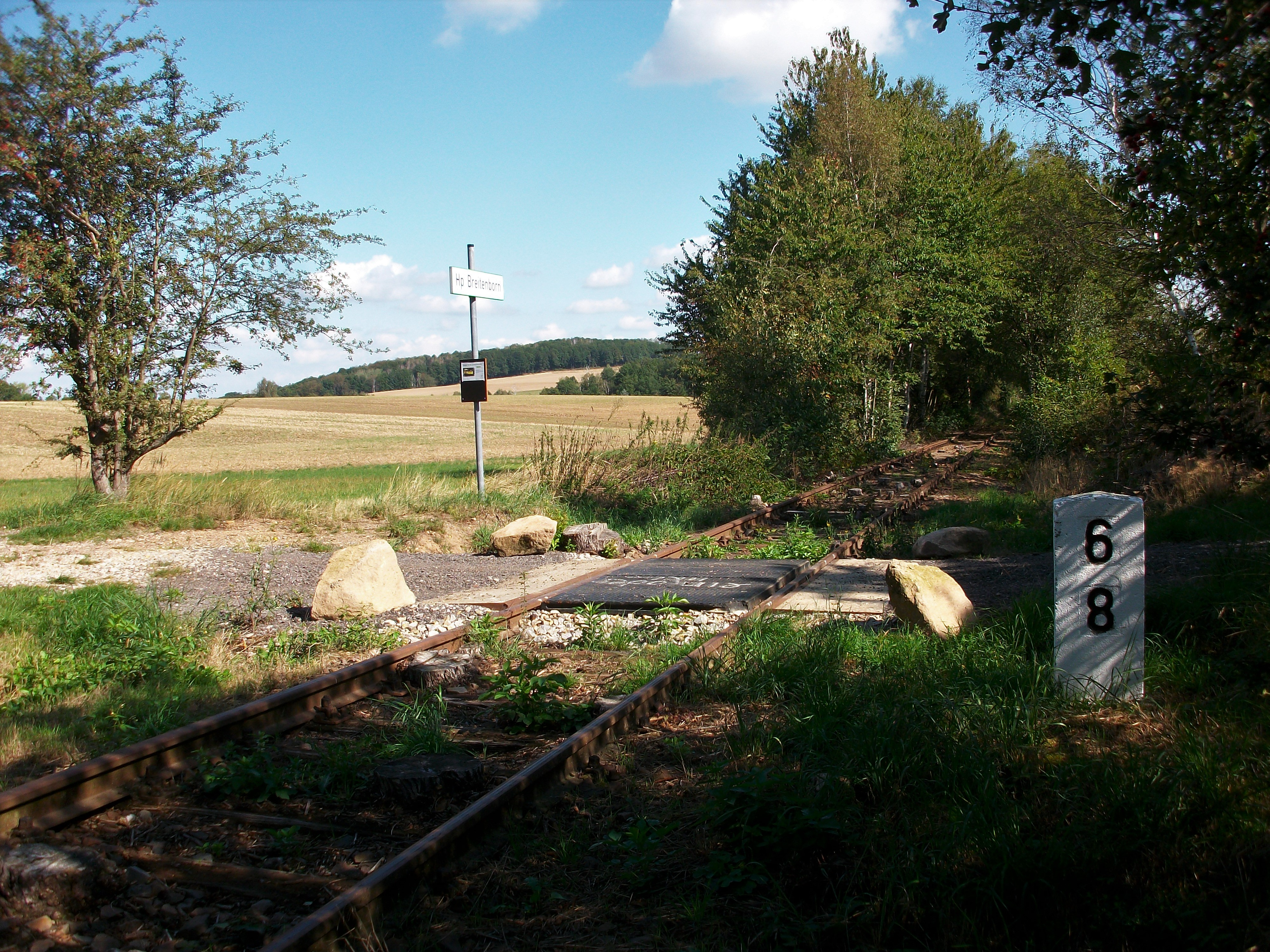
Neuer Haltepunkt Breitenborn der Frelsbachtalbahn (2020)

Narsdorf ⊙

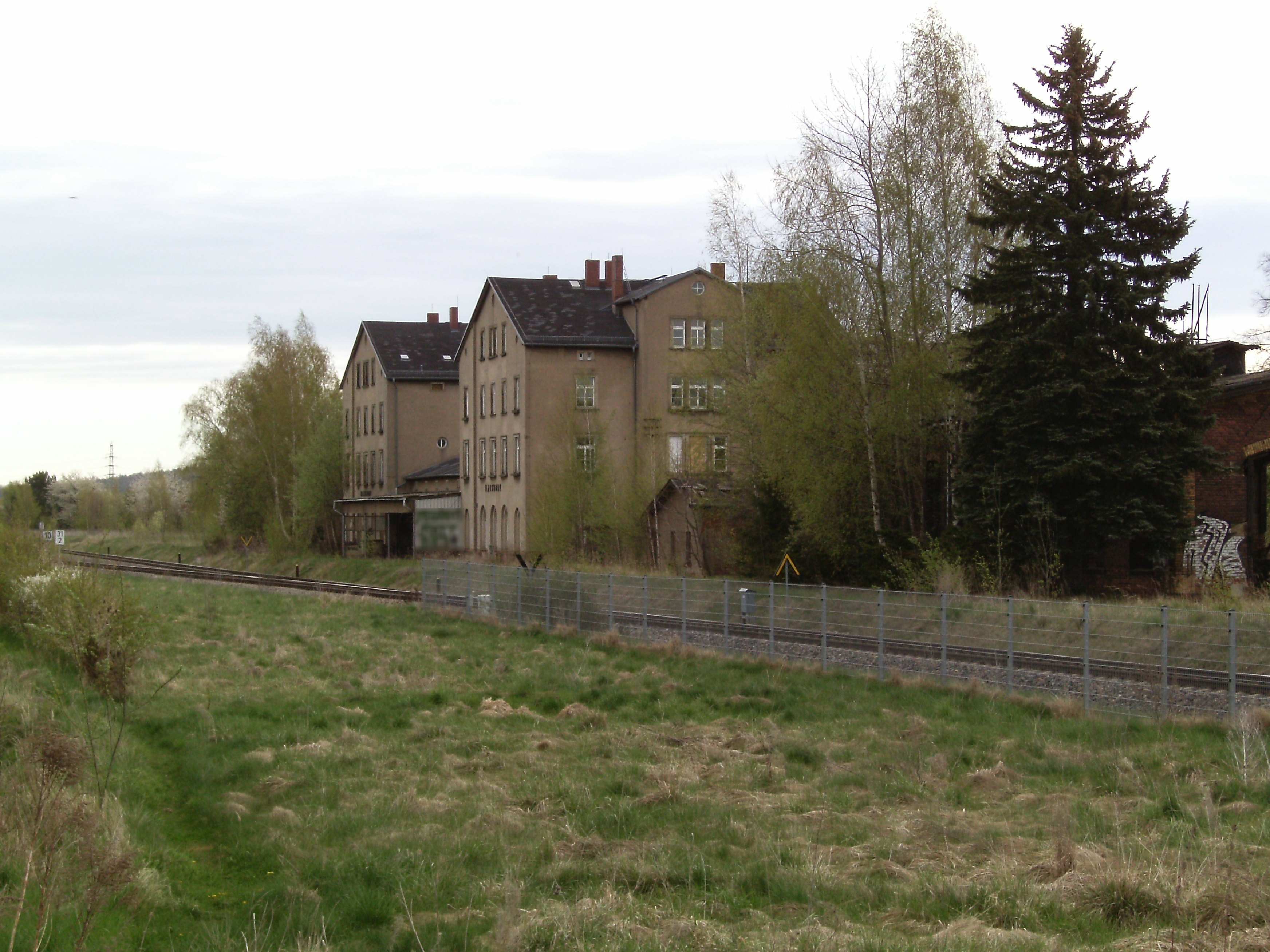
Bahnhof Narsdorf

Zunächst sollte eine Station auf der Obergräfenhainer Flur entstehen, allerdings verhinderte die Bevölkerung dies. Auch in Narsdorf stand man dem Bahnbau eher ablehnend gegenüber. Der am 8. April 1872 eröffnete Bahnhof Narsdorf befand sich deshalb auf der Flurgrenze zwischen Narsdorf und Dölitzsch. Da hier die Bahnstrecke Rochlitz–Penig von der Bahnstrecke Neukieritzsch–Chemnitz abzweigte, hatte Narsdorf von Anfang an eine größere betriebliche Bedeutung. Auch die Züge der 1901 eröffneten Bahnstrecke Altenburg–Langenleuba-Oberhain wurden bis Narsdorf weitergeführt.
Nach den wirtschaftlichen Veränderungen bedingt durch die Wende 1989/90 sank die Bedeutung des Bahnhofs enorm. Auf den von Narsdorf ausgehenden Zweigbahnen fand die Einstellung des Verkehrs zu folgenden Zeiten statt:
- 26. Mai 1990: Abschnitt Narsdorf–Penig
- 2. Juni 1998: der bis Narsdorf durchgebundene Abschnitt Ehrenhain–Langenleuba-Oberhain der Bahnstrecke Altenburg–Langenleuba-Oberhain
- 1. Januar 2002: Abschnitt Rochlitz–Penig

Nach dem restlosen Abbau fast aller Gleise ist Narsdorf heute nur noch ein einfacher Haltepunkt an der Bahnstrecke Neukieritzsch-Chemnitz. Das Empfangsgebäude, das ehemalige Heizhaus und weitere Gebäude für den Güterverkehr stehen heute leer und verfallen zunehmend. Nachdem die IG Muldental BahnTourismus e. V. im Jahr 2017 den Abschnitt Rochlitz–Narsdorf übernommen und freigeschnitten hat, bietet sie auf dem Abschnitt Draisinenfahren unter dem Namen „Frelsbachtalbahn“ an. Die Fahrten enden in Narsdorf an einem Stumpfgleis.
Obergräfenhain ⊙
Der Haltepunkt Obergräfenhain wurde erst am 1. November 1913 eröffnet, da sich die Bewohner des Orts zunächst gegen eine Bahnstation ausgesprochen hatten. Nach der Einstellung des Reiseverkehrs auf dem Abschnitt Narsdorf–Penig zum 26. Mai 1990 hielten bis zum 27. Mai 1995 noch die bis Narsdorf verlängerten Züge der Bahnstrecke Altenburg–Langenleuba-Oberhain. Seitdem ist der Haltepunkt, der nördlich des Orts am Bahnübergang der Bundesstraße 175 lag, außer Betrieb. Nachdem das originale hölzerne Wartehaus im Jahr 1997 und der Abort im Jahr 1999 auf das Gelände der Eisenbahn-Erlebnisgaststätte „Zum Prellbock“ in Lunzenau umgesetzt wurde, befinden sich am Originalstandort keine Hochbauten mehr. Der einstige Bahnsteig ist aufgrund des enormen Bewuchses mit Bäumen und Gebüsch kaum mehr auszumachen.

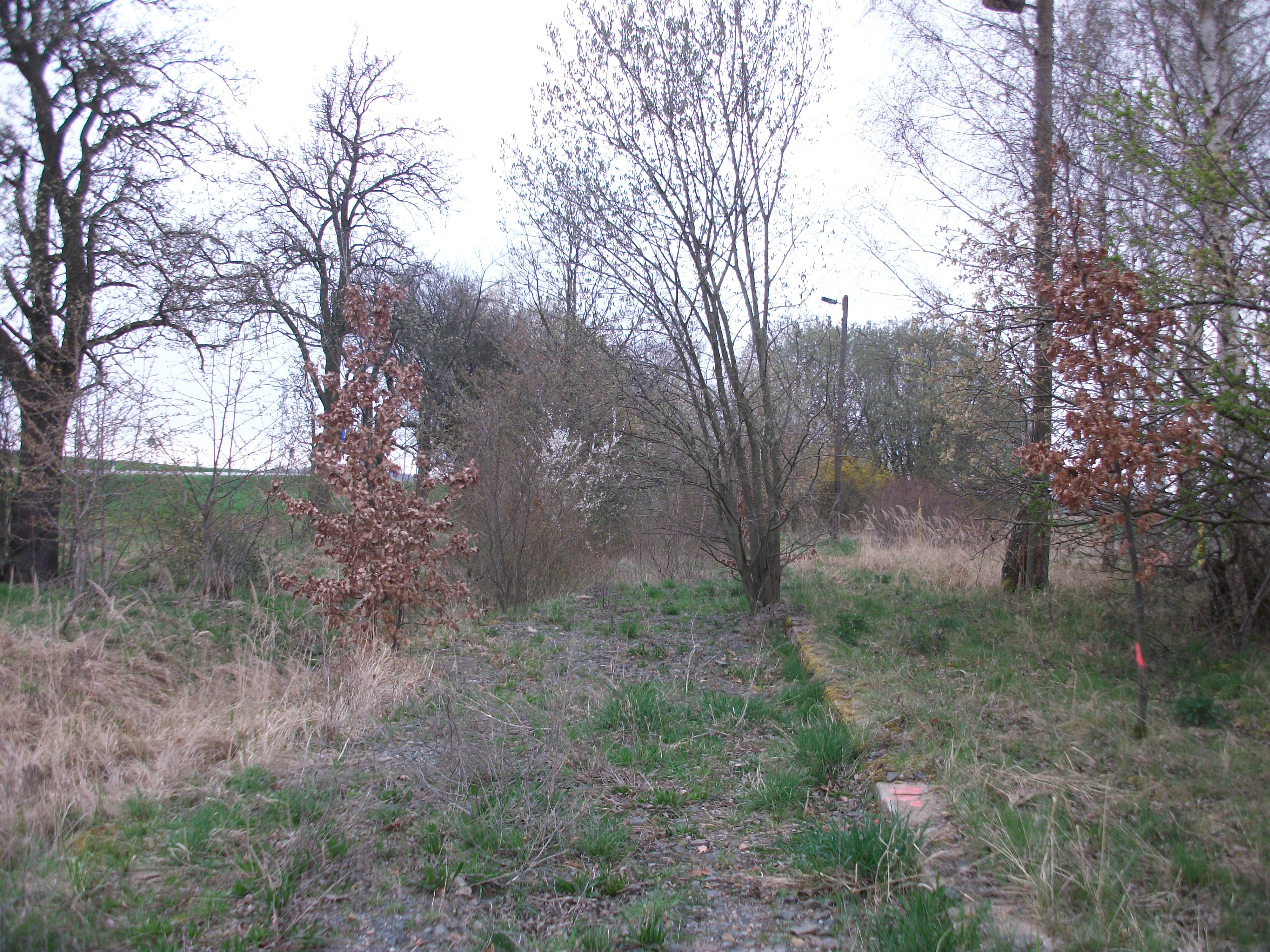
Standort des Haltepunkts Obergräfenhain (2016)
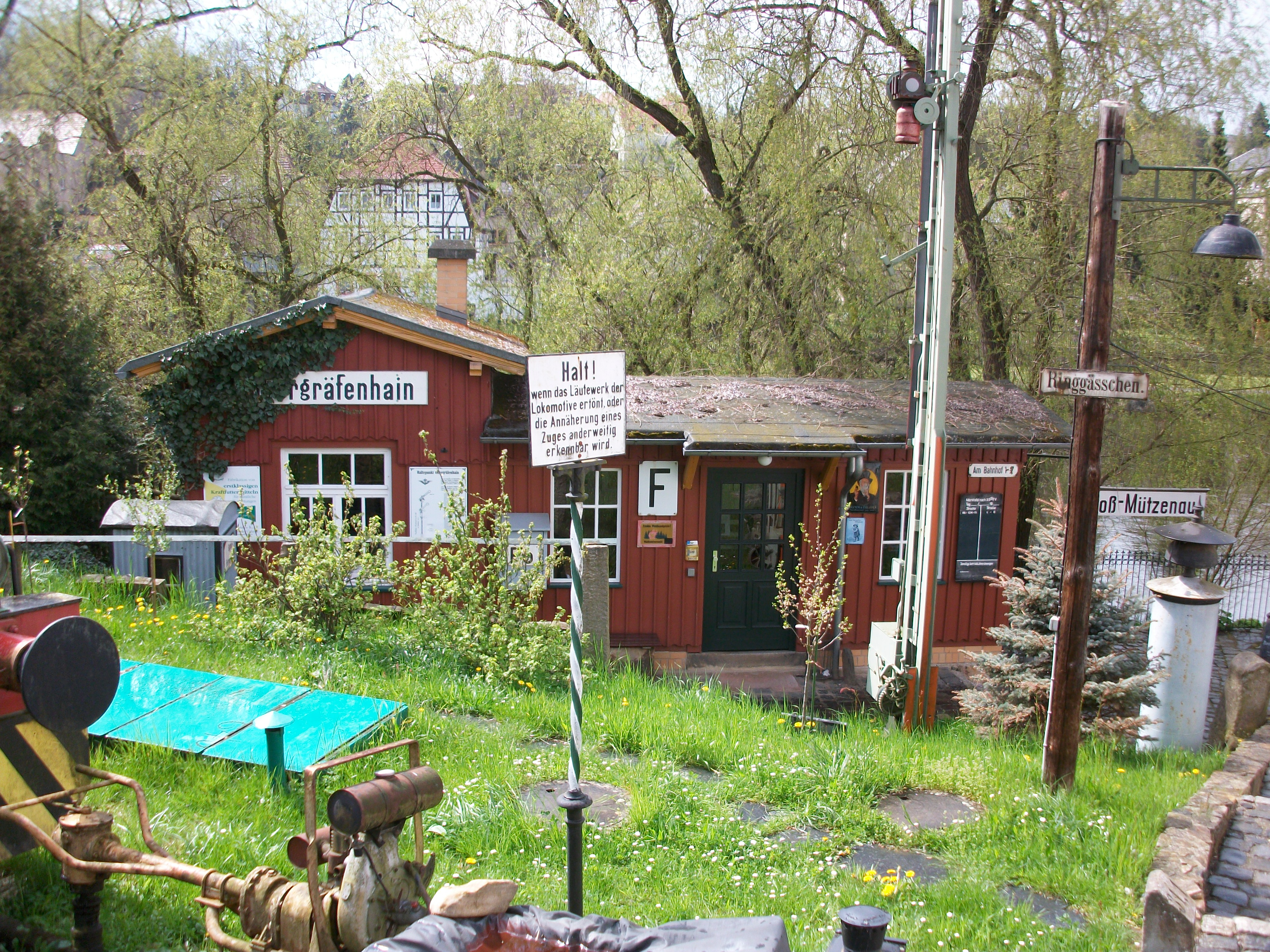
Empfangsgebäude Obergräfenhain am heutigen Standort in Lunzenau (2016)
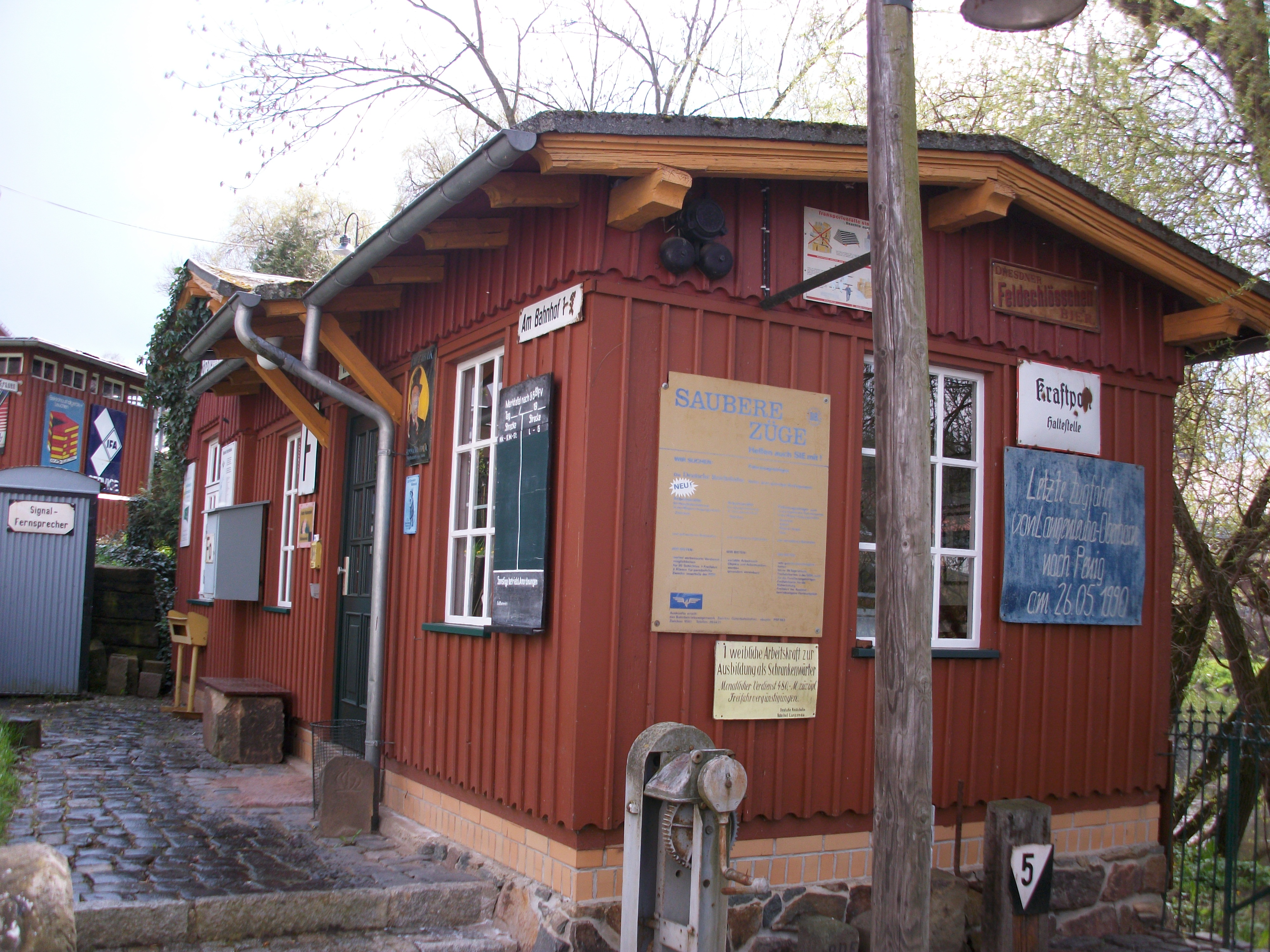
Empfangsgebäude Obergräfenhain am heutigen Standort in Lunzenau (2016)

Langenleuba-Oberhain ⊙

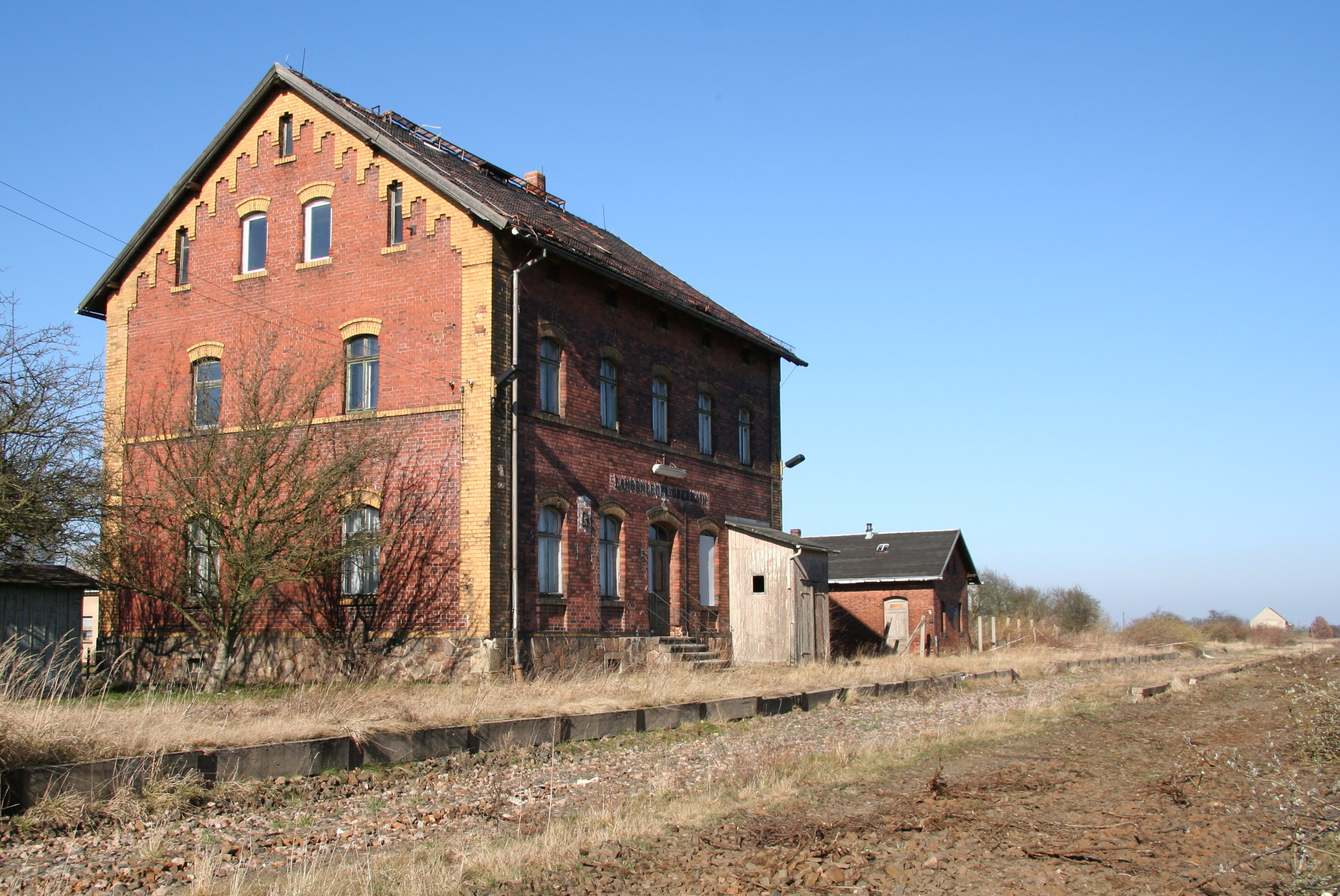
Bahnhofsgebäude in Langenleuba-Oberhain

Der Haltestelle Langenleuba wurde am 8. April 1872 mit der Bahnstrecke Rochlitz–Narsdorf–Penig eröffnet. 1901 erfolgte die Umbenennung in Langenleuba-Oberhain und 1905 die Hochstufung zum Bahnhof. Seit 1901 war die Station Endpunkt der Bahnstrecke Altenburg–Langenleuba-Oberhain. Mit der Einstellung des Reiseverkehrs auf dem Abschnitt Narsdorf–Penig wurde der Bahnhof Langenleuba-Oberhain am 26. Mai 1990 in einen unbesetzten Haltepunkt verwandelt. Nachdem am 27. Mai 1995 auch der Reiseverkehr auf der Bahnstrecke nach Altenburg eingestellt wurde, ist die Station außer Betrieb. Sie befindet sich östlich des langgestreckten Orts. In direkter Nähe befinden sich die Bundesstraße 175 und die neu gebaute Bundesautobahn 72.
Penig ⊙
Als Endbahnhof der 1872 eröffneten Bahnstrecke Rochlitz–Narsdorf–Penig erhielt der Bahnhof Penig umfangreiche Gleisanlagen, die nach der Einbindung der Bahnstrecke Glauchau–Wurzen im Muldental (10. Mai 1875: Eröffnung des Abschnitts Glauchau–Penig, 29. Mai 1876: Eröffnung des Abschnitts Penig–Rochlitz) nochmals erweitert wurden. Zahlreiche Industriebetriebe in der Kleinstadt sorgten für ein reges Verkehrsaufkommen. Nach der Wende 1989/90 kam der starke Berufsverkehr zum Erliegen, auch wurden die zahlreichen Anschlüsse kaum noch bedient. Der Personenverkehr nach Narsdorf auf der Bahnstrecke Rochlitz–Penig wurde 1990 eingestellt. Mit der Stilllegung des Abschnitts Glauchau–Wechselburg der Muldentalbahn am 13. August 2002 ging der Bahnhof Penig vollständig außer Betrieb.

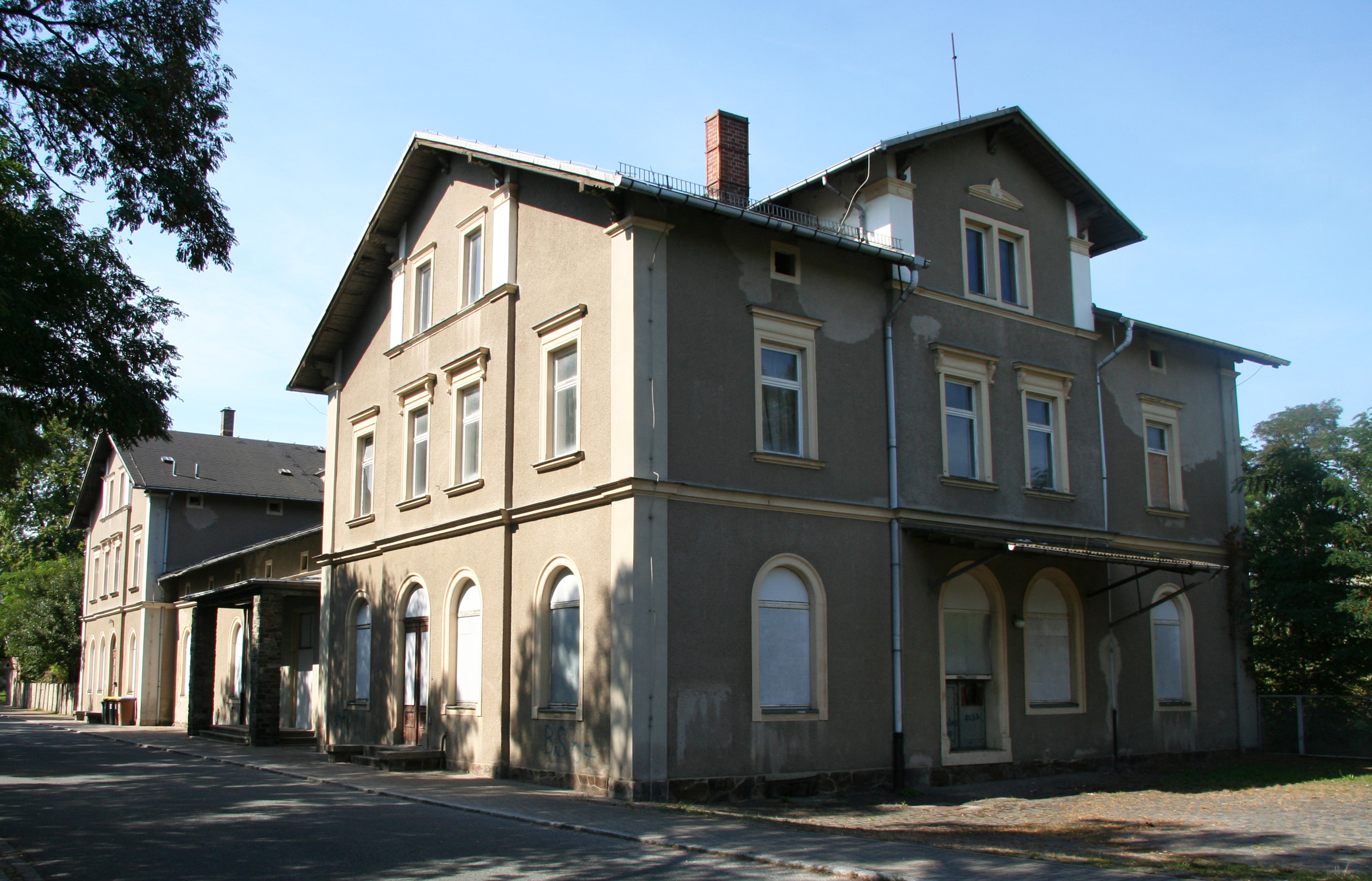
Bahnhof Penig, Empfangsgebäude
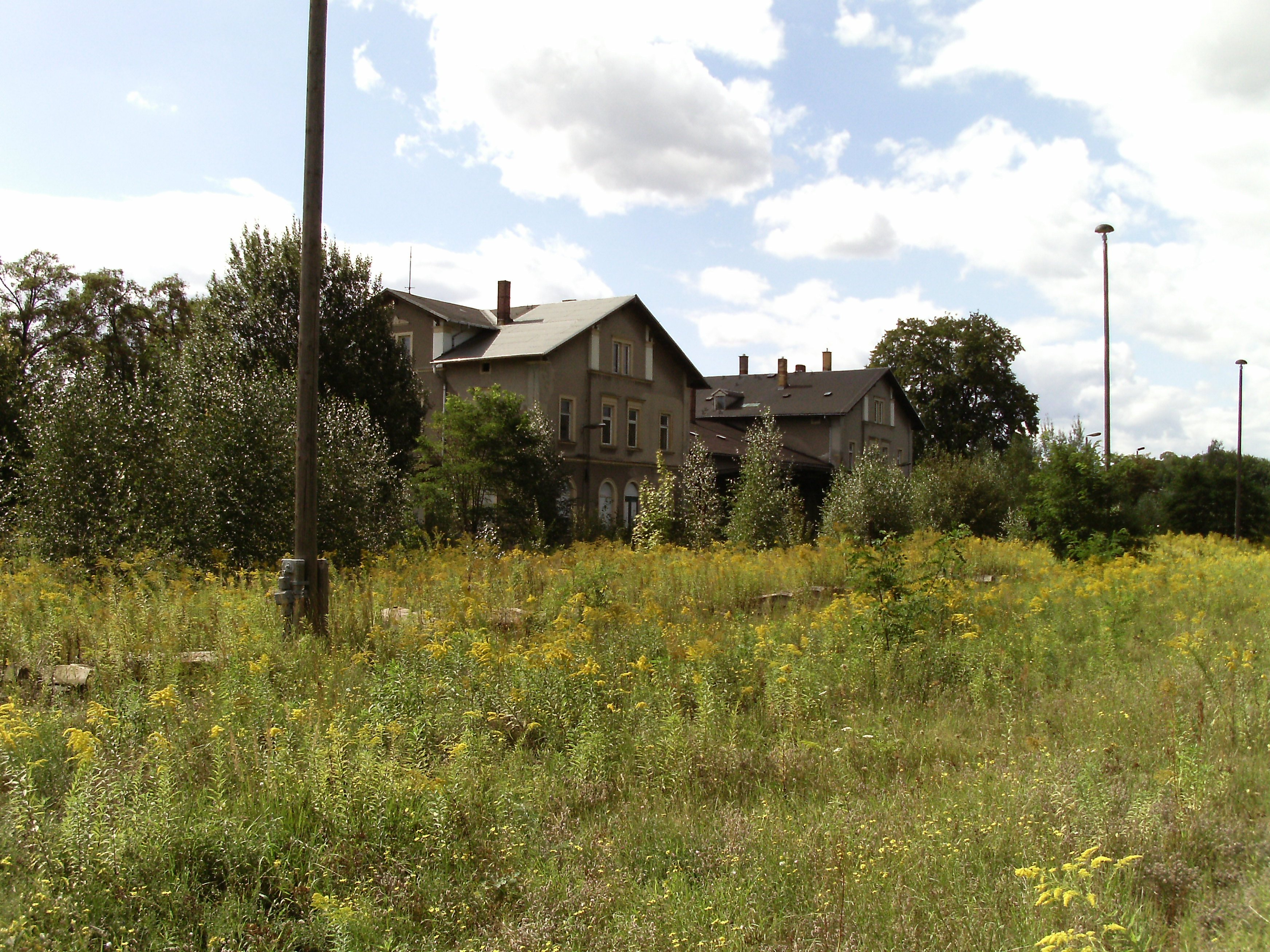
Ungenutzte Bahnanlagen im Bahnhof Penig (2011)